# El muerto
El muerto es un cuento del escritor argentino Jorge Luis Borges. El cuento fue publicado inicialmente en 1946 en la revista Sur y luego incluido en el libro El Aleph, publicado en 1949. El cuento trata sobre dos hombres que comparten sexualmente a una mujer. La crítica literaria ha destacado el cuento como uno de los primeros relatos de la literatura argentina relacionados con la homosexualidad, pese al "código machista" aparente con el que está recubierto.

## Resumen de la trama
La historia trata sobre la vida de un joven compadrito de Buenos Aires, Benjamín Otálora, quien ha asesinado a un hombre y debe irse del país. Se dirige a Uruguay con una carta de presentación para Azevedo Bandeira, un caudillo local. Mientras busca a Bandeira, participa en un duelo con cuchillos y bloquea un golpe letal destinado al hombre que luego descubre que es el mismo Bandeira. Habiéndose ganado la confianza y el agradecimiento de Bandeira, Otálora se une a su banda de gauchos contrabandistas. Poco a poco, Otálora se vuelve más codicioso y ambicioso, tomando más riesgos, tomando más decisiones y trabando amistad con el guardaespaldas de Bandeira, Ulpiano Suárez, a quien le revela su plan secreto para tomar el lugar de Bandeira como líder del grupo. El plan es el resultado de su deseo de poseer los símbolos de poder más importantes de Bandeira: su caballo, su silla de montar y su mujer con el cabello rojo brillante. Un día, después de una escaramuza con una banda rival de brasileños, Otálora es herido y ese día monta el caballo de Bandeira de regreso al rancho, derrama sangre en la silla y se acuesta con la mujer. El final de la historia ocurre en la víspera de Año Nuevo de 1894 cuando, después de un día de banquete y fiesta, al filo de la medianoche, Bandeira convoca a su amante y la obliga brutalmente a besar a Otálora delante de todos los hombres. Mientras Suárez le apunta con su pistola, Otálora se da cuenta antes de morir de que le habían tendido una trampa desde el principio y que se le había permitido momentáneamente el placer del poder porque al fin y al cabo, para Bandeira, Otálora nunca fue más que un futuro hombre muerto.

## Adaptación al cine
La película argentina del mismo título, dirigida por Héctor Olivera y estrenada en 1975, tomó como base el cuento de Borges, con guion del propio Olivera y Fernando Ayala, ambos fundadores de la productora Aries. Olivera cuenta en su autobiografía  (Fabricante de sueños, publicada por Editorial Sudamericana en 2021) que en un principio convocó como guionista al famoso escritor uruguayo Juan Carlos Onetti, quien se interesó por el material pero consideró que no tenía un dominio suficiente para escribir los diálogos gauchescos, por lo que sugirió a la productora Aries contratar a Julio César Castro para ésta labor. La película fue una coproducción con España a través de la productora Impala, que aportó a los actores Paco Rabal y Antonio Iranzo y al director de arte Santiago Ontañón. El film se estrenó en España con el título de Cacique Bandeira el 20 de noviembre de 1978, mientras que en Argentina se estrenó tres años antes, el 21 de agosto de 1975, con el título original de El muerto. 
Antes de que Olivera dirigiese esta versión, otro director argentino, Manuel Antín, quien fue uno de los principales representantes de la llamada Generación del '60, escribió una adaptación previa que no llegó a rodarse. Su guion, archivado en el Museo del Cine Pablo Ducrós Hicken de Buenos Aires, está fechado en 1968.
Como ocurrió con otras adaptaciones de su obra al cine, Borges no quedó demasiado conforme con el resultado. En algunas entrevistas sugirió que casi ninguna de las versiones cinematográficas de sus cuentos —con la excepción de Hombre de la esquina rosada (1962), de René Mugica— le parecían logradas.